# Тананаев, Николай Александрович
Николай Александрович Танана́ев (18 мая 1878, с. Серповое, Моршанский уезд, Тамбовская губерния — 7 июня 1959, Свердловск) — советский химик-аналитик, профессор, доктор химических наук.

## Биография

### Молодые годы, образование
Родился в 1878 году в селе Серповом Моршанского уезда, Тамбовской губернии в семье крестьянина.
Образование получил в начальной сельской школе, Тамбовском духовном училище (1891—1894 гг.) и Тамбовской духовной семинарии (1894—1900 гг.).
Отец хотел, чтобы сын был священником, однако его тянуло к естественным наукам. Поэтому по окончании Тамбовской духовной семинарии Николай поступил в Юрьевский университет на химическое отделение физико-математического факультета, где слушал курс химии сначала у Г. А. Таммана, а затем у Л. В. Писаржевского.
Поскольку отец лишил его помощи за непослушание, пришлось зарабатывать на учёбу деньги репетиторством. Но денег ему все равно не хватало, поэтому в 1902 году подал в ректорат университета прошение о предоставлении отпуска на заработки. Ему «предоставили отпуск» под надзор полиции за участие в студенческом движении. Отпуск продлился вплоть до амнистии в 1905 году.
Дальнейшее образование смог продолжить лишь в 1908 году. В сентябре этого же года успешно окончил Юрьевский университет со степенью кандидата химии (научная работа на тему «Условия получения путём электролиза наиболее способного к химическим реакциям серебра») и был оставлен при университете. Но в этом же году по приглашению профессора Л. В. Писаржевского перешёл на работу на химический факультет КПИ, где работал сначала лаборантом и ассистентом, а затем преподавал количественный анализ. Результатом его научной и педагогической деятельности в это время была книга «Объёмный анализ», опубликованная в 1913 году и выдержавшая потом несколько изданий.

### Ранние работы
Творческая деятельность началась после Октябрьской революции. В 1917 году избирается доцентом, а в 1921 году — профессором впервые организованной в стране кафедры аналитической химии КПИ.
В 1920 году приступил к разработке капельного метода анализа.
Начиная с 1924 года, много внимания и времени уделял изучению химико-аналитического контроля производства. Им было опубликовано большое число работ по вопросам ускорения, уточнения и упрощения различных методов химического анализа, а также по внедрению новых методов в химико-аналитический контроль производства. К ним относятся: капельная колориметрия, колориметрическое титрование, дробные реакции и др. В этот же период была разработана методология объёмного анализа, предусматривающая единство методов, правило остатков и правило замещения.

### Дальнейшие работы и их значение
Немалый удельный вес в его научной деятельности занимают работы в области весового анализа, обобщённые в книге «Весовой анализа» (издана впервые в Киеве в 1931 году и затем в течение семи лет пять раз переиздавалась).
Особой заслугой Н. Тананаева в области теории аналитической химии следует считать разработку проблемы твёрдых фаз в химическом анализе. Рассмотрение осадков как веществ, способных к далеко идущему химическому взаимодействию, дало ему возможность обосновать широкое и систематическое применение их в качестве реактивов. Изучение взаимодействия осадков, исходя из величин их произведений растворимости, привело к формулировке правила рядов, которое позволяет предсказывать возможность и степень продвижения химического процесса и, таким образом, разрешать химико-аналитические и технологические вопросы.
В течение многих лет Николай Александрович работал над созданием качественного анализа дробным методом. Результатом этой работы явилась книга «Дробный анализ».
Тананаевым был создан ряд новых оригинальных направлений в аналитической химии: метод весового экспресс-анализа; капельный метод; дробный анализ и бесстружковый метод.

### Педагогическая деятельность
Был основателем многочисленной школы химиков-аналитиков в Киеве и в Свердловске.
Профессор и заведующий кафедрой аналитической химии КПИ (1921—1937).
В 1938 году переезжает в Свердловск, где также занял должность профессора и возглавил кафедру аналитической химии УПИ имени С. М. Кирова (с 1938 года). В воспоминаниях Ю. Я. Фиалкова сообщается, что переезд на Урал был связан с доносом на Тананаева в НКВД, сделанным одним из его коллег.
К педагогической деятельности всегда относился с большой любовью. Придавая особое значение начальному формированию будущих учёных, стремился привлечь большее число студентов к работе в научном студенческом обществе. Результаты учебно-методической деятельности Тананаева отражены в нескольких учебниках и учебных пособиях. Всего им опубликовано более 240 работ. В настоящее время книги «Капельный метод», «Бесстружковый анализ», «Дробный анализ» переведены на чешский, польский, румынский и китайский языки.
Всю свою многолетнюю жизнь активно участвовал в общественной жизни страны. Член ВКП(б) с 1948 года.
Автор известных руководств: «Аналитическая химия» (1934), «Курс объёмного анализа» (1913, 6 изд. — «Объёмный анализ», 1939), «Весовой анализ» (1931), «Бесстружковый метод анализа чёрных, цветных и драгоценных сплавов».

### Спортивная деятельность
Председатель комитета Киевской футбольной лиги, созданной 24 сентября 1911 года (занимал должность по 1913 год включительно).
Один из основателей футбольной команды «Политехники» (1903) и спортивного кружка КПИ (1908). Одновременно с этим играл полузащитником в команде «Политехники».
Был также одним из организаторов строительства в институте спортивной площадки с футбольным полем, на котором проводила в те годы игры на первенство города футбольная команда «Политехники» и другие команды Киева. В качестве преподавателя проводил большую организационно-методическую работу по футболу среди студенческой молодёжи института.

### Память
Умер 7 июня 1959 года. Похоронен в Свердловске на Ивановском кладбище.
Именем Тананаева названа лаборатория аналитической химии химико-технологический факультета КПИ.

### Семья
Старший брат Владимир Александрович умер от тифа в возрасте 47 лет, оставив шестерых детей. Воспитанием племянников занимался Н. Тананаев. Наиболее известными учёными среди них стали Иван Владимирович, ставший химиком, академиком АН СССР (первый член-корреспондент по аналитической химии), Героем Социалистического труда; Николай Владимирович во время войны (1941—1945 гг.) работал начальником ЦЗЛ на Нижнетагильском металлургическом комбинате.

## Награды и премии
- заслуженный деятель науки и техники РСФСР (1959)
- Сталинская премия третьей степени (1949) — за разработку эффективного метода химического анализа сплавов
- орден Ленина (1951)
- орден «Знак Почёта» (1945)
- орден Святого Станислава III степени (1914)
- медаль «За доблестный труд в Великой Отечественной войне 1941—1945 годов» (1946)